# Репутация
Репутация е мнението в определена социална група или в обществото като цяло по отношение на личностните достойнства или недостатъци на някого, тоест конкретна личност или за група от хора, както и за организации според определени критерии. Репутацията е важен фактор в множество области като бизнес, политика, онлайн общности, социален статус и т.н.
Репутациата може да се смята за компонент на идентичността, която се дефинира, която е виждана от другите.
Репутацията е всепроникваща, спонтанна и в същото време е високо ефективен механизъм за социален контрол в обществото. Определя се като „резултатът от това, което вършите, което казвате и което другите казват за вас“.
Репутацията действа на три различни нива: организационно, личностно и свръхличностно. На свръхличностно ниво тя се отнася към групи, общности, колективи и абстрактни социални единици (като фирми, корпорации, организации, държави, култури и дори цивилизации).

## Фирмена и корпоративна репутация
Основна статия: Корпоративен имидж
Добрата репутация се възприема като гарант за високо качество на продукта или услугата на компанията.
Компаниите с добра репутация могат да се възползват от повече възможности и дейността им да бъде по-продуктивна и ефективна. Ниската репутация има отрицателен ефект, тъй като хората не се доверяват на компанията, на пазарните ѝ предложения или на думите ѝ за самата себе си.
Редица бизнеси имат отдели за връзки с обществеността, посветени на управлението на тяхната репутация. Инциденти, които разрушават репутацията на компанията за честност и сигурност, могат да причинят сериозни финансови щети. Така например, през 1999 г. „Кока-Кола“ губи 60 милиона долара (по своя собствена оценка), след като ученици съобщават за симптоми като главоболие, гадене и треперене след пиенето на техните продукти.
Корпоративната репутация е понятие, основаващо се върху приписвани ценности (като достоверност, откровеност, отговорност и честност), внушавани от корпоративния имидж. Бизнес практиката и научните изследвания сочат, че:
- Добрата корпоративна репутация удължава периода, в който фирмите отчитат по-високи финансови приходи.
- Добрата корпоративна репутация може да намали периода, в който фирмите отчитат под средните финансови приходи.